# Mootaz Jounaidi
Mootaz Bellah Jounaidi (in arabo معتز بالله أحمد الجنيدي;‎?; Beirut, 26 settembre 1986) è un calciatore libanese, difensore dell'Ansar e della nazionale libanese.

## Carriera

### Club
Ha giocato nel campionato libanese, emiratino, iracheno e malese.

### Nazionale
Con la nazionale libanese ha esordito nel 2008 e preso parte alla Coppa d'Asia 2019.

## Palmarès

### Club

#### Competizioni nazionali
- Prima Divisione: 3

Ansar: 2005-2006, 2006-2007, 2020-21
- Coppa del Libano: 5

Ansar: 2005-2006, 2006-2007, 2009-2010, 2011-2012, 2020-2021
- Supercoppa del Libano: 1

Ansar: 2012

## Statistiche

### Cronologia presenze in Nazionale
| Cronologia completa delle presenze e delle reti in nazionale ― Libano | Cronologia completa delle presenze e delle reti in nazionale ― Libano | Cronologia completa delle presenze e delle reti in nazionale ― Libano | Cronologia completa delle presenze e delle reti in nazionale ― Libano | Cronologia completa delle presenze e delle reti in nazionale ― Libano | Cronologia completa delle presenze e delle reti in nazionale ― Libano | Cronologia completa delle presenze e delle reti in nazionale ― Libano | Cronologia completa delle presenze e delle reti in nazionale ― Libano |
| Data                                                                  | Città                                                                 | In casa                                                               | Risultato                                                             | Ospiti                                                                | Competizione                                                          | Reti                                                                  | Note                                                                  |
| --------------------------------------------------------------------- | --------------------------------------------------------------------- | --------------------------------------------------------------------- | --------------------------------------------------------------------- | --------------------------------------------------------------------- | --------------------------------------------------------------------- | --------------------------------------------------------------------- | --------------------------------------------------------------------- |
| 09-01-2019                                                            | al-'Ayn                                                               | Qatar                                                                 | 2 – 0                                                                 | Libano                                                                | Coppa d'Asia 2019 - 1º turno                                          | -                                                                     | 84’                                                                   |
| 12-01-2019                                                            | Dubai                                                                 | Libano                                                                | 0 – 2                                                                 | Arabia Saudita                                                        | Coppa d'Asia 2019 - 1º turno                                          | -                                                                     |                                                                       |
| Totale                                                                |                                                                       | Presenze                                                              | 2                                                                     |                                                                       | Reti                                                                  | 0                                                                     |                                                                       |